# Strobilanthes prianganensis
Strobilanthes prianganensis är en akantusväxtart som beskrevs av Cornelis Eliza Bertus Bremekamp. Strobilanthes prianganensis ingår i släktet Strobilanthes och familjen akantusväxter. Inga underarter finns listade i Catalogue of Life.